# Гора Ревельсток (національний парк)
 Національний парк «Гора Ревельсток» (англ. Mount Revelstoke National Park, фр. Parc national du Mont-Revelstoke) — національний парк, заснований у 1914 році в горах Селкерка (гори Колумбія) — провінції Британська Колумбія в Канаді.
Парк має площу 260 км², розташований за 0,8 км на північний схід від містечка Ревельсток, на захід від Ґлешерського національного парку. 
Клімат Парку - Помірний. Парк містить внутрішні дощові ліси помірного поясу.
Ліси в парку складаються Туї Велетенської і Тсуги. Також в лісах парку мешкає ізольована популяція рідкісних бананових слимаків.
Популярні туристичні маршрути:
- Алея Велетенських Туй (англ. Giant Cedars Boardwalk) —  проходить через ліси стародавніх туй, 0,5 км завдовжки.
- Алея Тхорячої капусти (англ. Skunk Cabbage Boardwalk) — природна алея 1,2 км завдовжки, проходить через долину лісу і водно-болотні угіддя, заселені ондатрами, бобрами, ведмедями і зарослі Тхорячою капустою.